# Gnadenkirche (Wiesentheid)

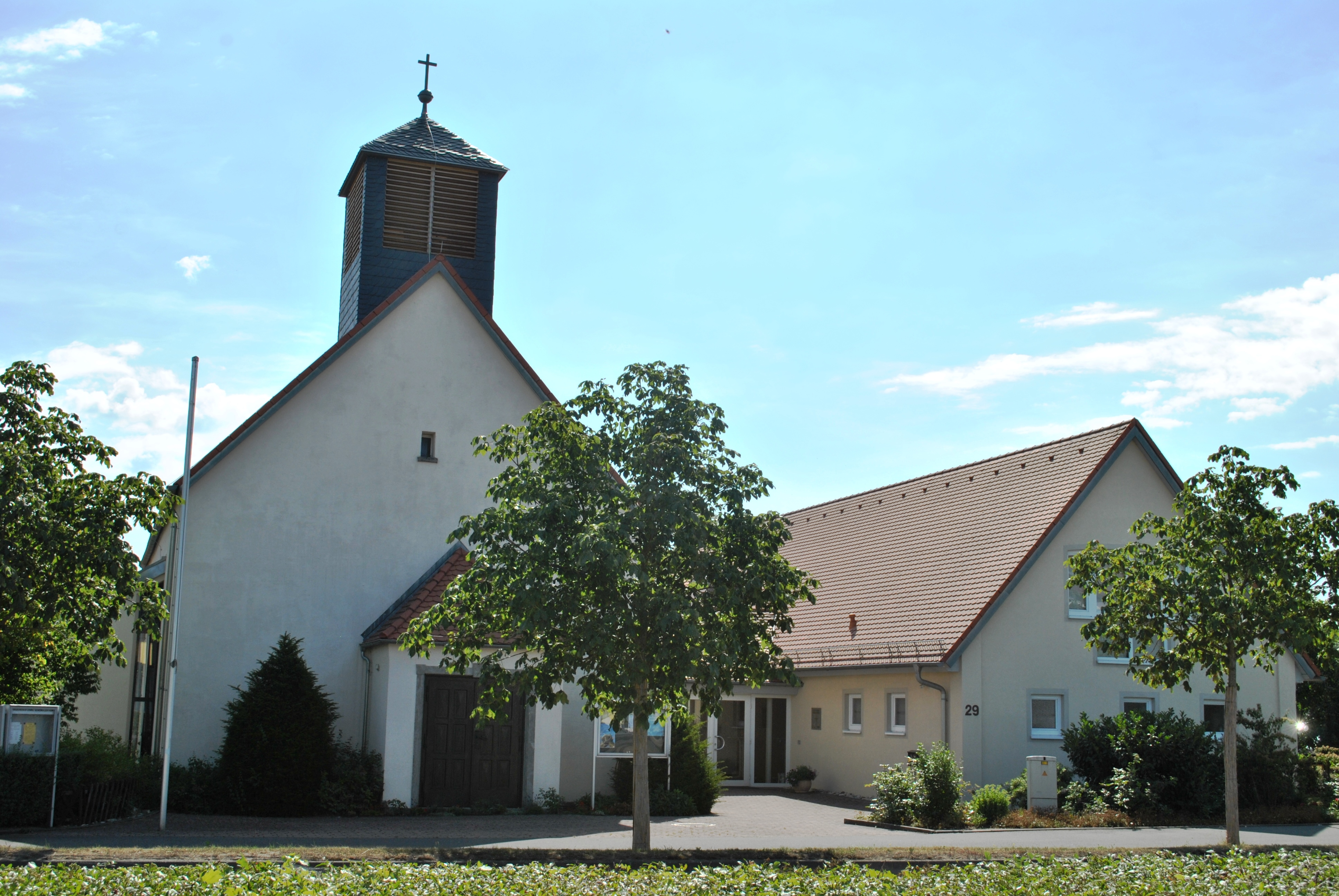
Die Kirche in Wiesentheid

Die Gnadenkirche im unterfränkischen Markt Wiesentheid ist das Zentrum der jungen evangelisch-lutherischen Gemeinde. Die Kirche ist heute Filiale der Pfarrei Rüdenhausen im Dekanat Castell und liegt in der Bahnhofsstraße am Rande der barocken Altbebauung.

## Geschichte
Bereits im 16. Jahrhundert war Wiesentheid unter die Herrschaft der Fuchs von Dornheim gekommen. Die neuen Dorfherren führten ab dem Jahr 1547 die Reformation ein. Mit dem Jahr 1558 wurde die Gemeinde aufgewertet und erhielt eine eigene Pfarrei. 1673 wechselte die Marktgemeinde wiederum die Herrschaft. Johann Otto von Dernbach begann mit der Rekatholisierung der Gemeinde, sodass bald darauf kein einziger Evangelischer mehr in Wiesentheid lebte.
Erst im Jahr 1826 sind lediglich sechs Gemeindemitglieder nachgewiesen. Bis ins Jahr 1939 stieg diese Zahl auf insgesamt 165 Personen an. Wiesentheid wurde von der St.-Peter-und-Paul-Kirche in Rüdenhausen aus mitbetreut. Sogar die Toten der Gemeinde wurden im Steigerwaldort beerdigt. Erst im Jahr 1931 änderte sich die Situation grundlegend: Die kleine Gemeinde erhielt einen Betsaal in der Geesdorfer Straße.
Durch die vielen evangelischen Flüchtlinge, die nach dem Ende des Zweiten Weltkriegs in Wiesentheid eine neue Heimat fanden, diskutierte man bald den Bau einer eigenen Kirche. Am 7. Juli 1952 begann der Bau der Gnadenkirche. Sie wurde im Advent desselben Jahres von Bischof Hans Meiser geweiht. 1977 ergänzte man das neben dem Gotteshaus befindliche Gemeindehaus, in dem heute auch das gemeindliche Leben stattfindet.

## Beschreibung
Die Kirche ist gewestet. Sie schließt mit einem schlichten Satteldach ab. Ein kleiner rechteckiger Dachreiter wurde auf der Westseite angebracht. Fünf Rechteckfenster auf der Nordseite des Gebäudes durchleuchten den Innenraum, während im Westen ein kleiner Chorraum aus dem sonst rechteckigen Gebäude herausragt. Das Gotteshaus ist durch einen Verbindungsgang im Süden mit dem angrenzenden Gemeindehaus verbunden.

## Ausstattung
Die Kirche verfügt, auch aufgrund ihrer jungen Erbauungszeit, nur über wenige Ausstattungsgegenstände. Zum einen existiert ein neugotisches Holzkruzifix von Heinz Schiestl, das im Chor aufgehängt wurde. Zum anderen erhielt die Kirche auf ihrer Südseite eines Abendmahlsbild, das aus der Schule des Künstlers Giovanni Battista Tiepolo stammt. Die Kirchenfenster wurden mit Buntglas ausgestattet. Der Rimbacher Künstler Willi Götz schuf die Darstellungen der „Glaube“, „Liebe“, „Hoffnung“ und „Gnade“.